# Tiệc khỏa thân

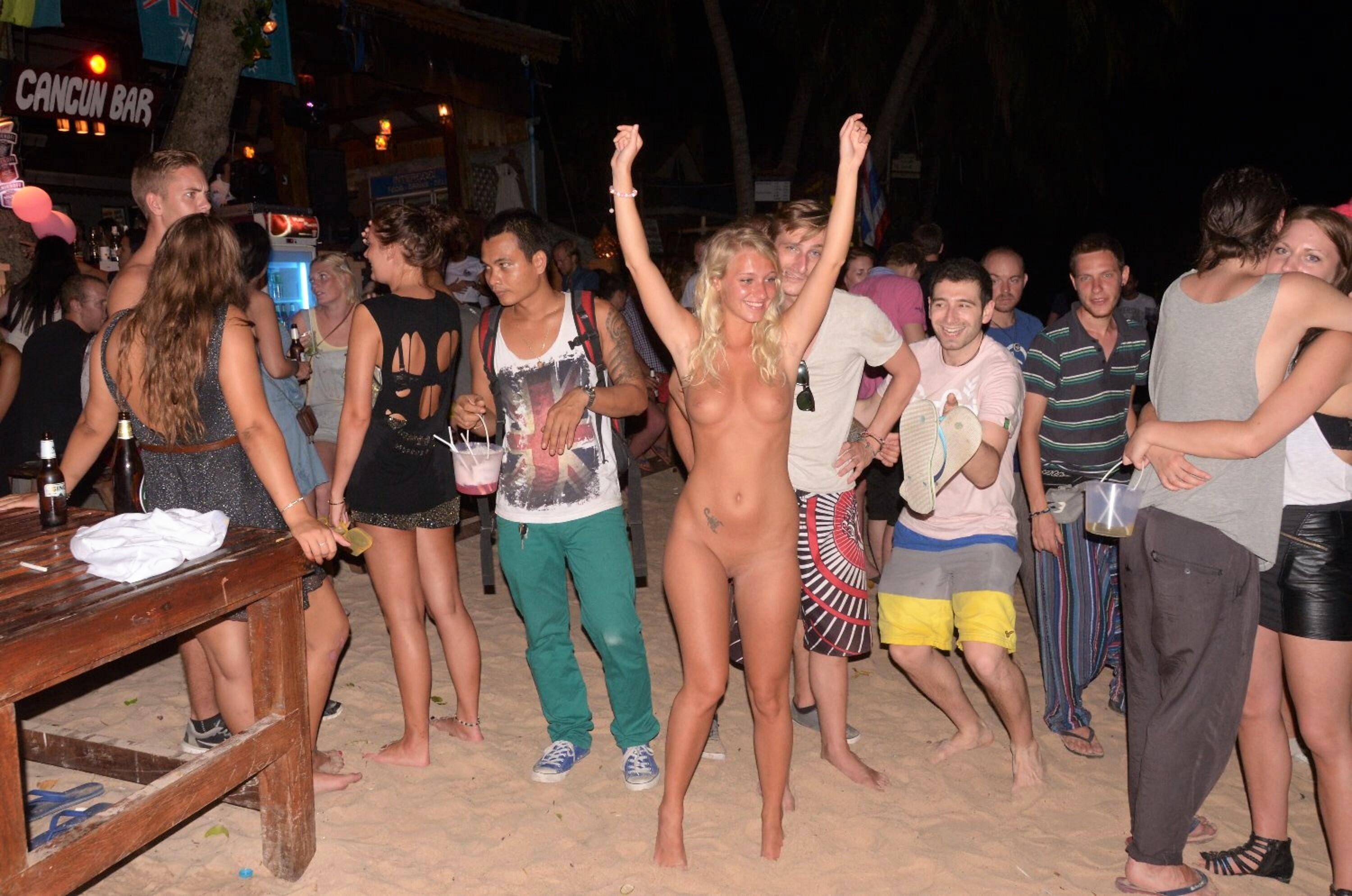
Một bữa tiệc khỏa thân

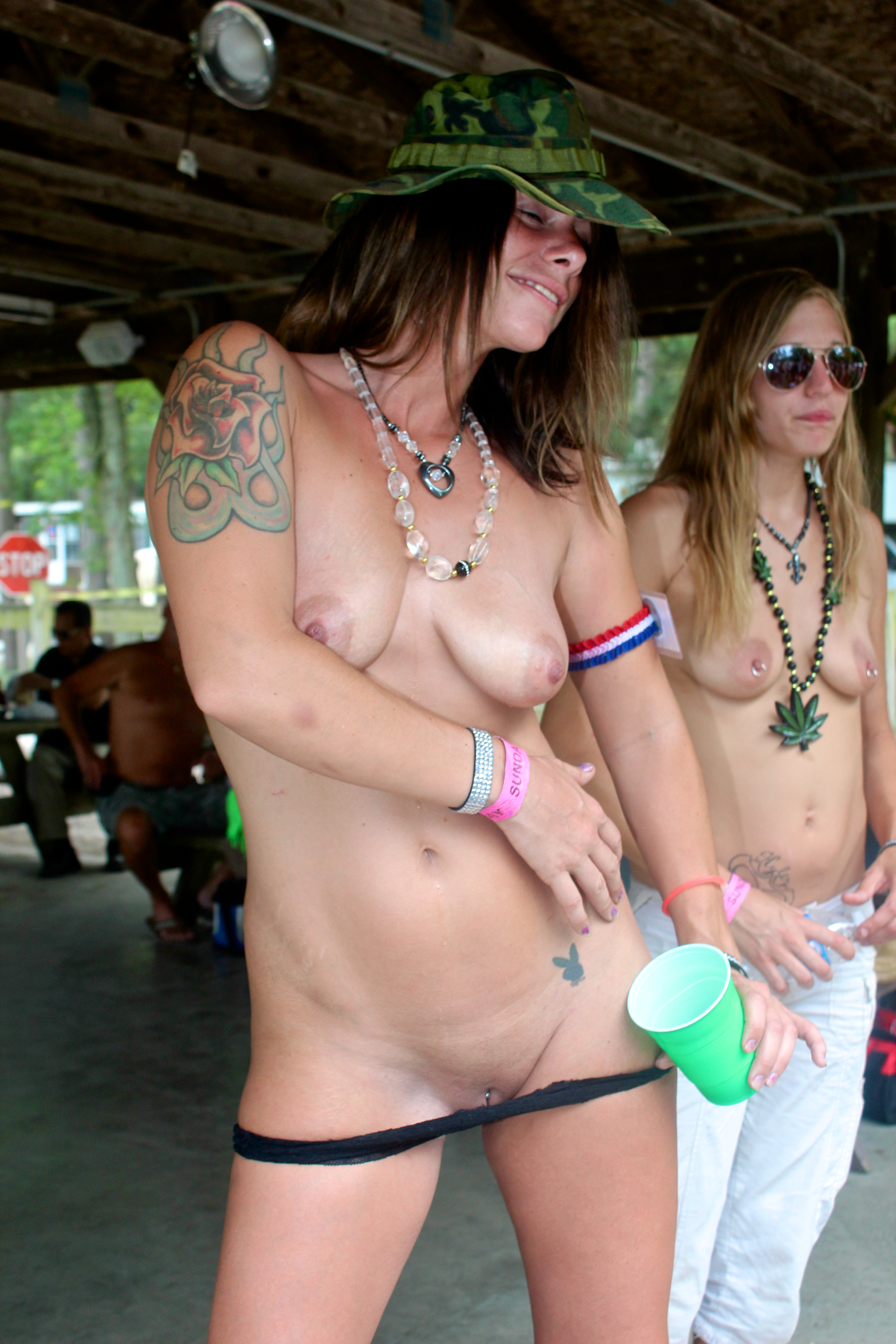
Tiệc khỏa thân NAP ở Lincoln, Newton, Indiana

Một buổi tiệc khỏa thân hay bữa tiệc khỏa thân là một bữa tiệc mà ở đó người tham gia phải khỏa thân. Loại tiệc này trở nên có liên quan với các trường đại học và những người ở độ tuổi sinh viên, thu hút sự chú ý trong những năm gần đây, đặc biệt là sau bữa tiệc khỏa thân được tổ chức ở đại học Brown và đại học Yale. Những người tham gia tiệc khỏa thân thường thuật lại rằng họ không còn cảm thấy ngượng ngùng nữa chỉ sau vài phút, bởi vì tất cả mọi người đều cởi bỏ quần ảo trước khi bước vào buổi tiệc, và bởi vì thân thể khỏa thân của tất cả mọi người đều được chấp nhận, bất kể thể hình như thế nào. Theo các bản báo cáo, đa số các buổi tiệc khỏa thân sinh viên đều không có quan hệ tình dục. Tại đại học Brown, sự trần truồng được cho là "thiên về cuộc thử nghiệm giao tiếp xã hội hơn là một cuộc thử nghiệm tình dục."